# Polymixis plumbea
Polymixis plumbea är en fjärilsart som beskrevs av Otto Staudinger 1894. Polymixis plumbea ingår i släktet Polymixis och familjen nattflyn. Inga underarter finns listade i Catalogue of Life.